# Ghyslain Tremblay
Ghyslain Tremblay (Jonquière, Quebec;  29 de abril de 1951 -  Verdun (Montreal), 7 de abril de 2020) fue un actor y comediante canadiense, conocido por su participación en programas de televisión juveniles.

## Biografía
Tremblay estuvo casado con la actriz Danielle Brassard-Leduc. Tuvieron dos hijos antes de divorciarse. Se retiró en 2010, poco tiempo antes de ser diagnosticado de Alzheimer. Murió a los sesenta y ocho años en el centro de retiro La Maison l'Étincelle en Verdum (Quebec), donde fueron confirmados diecinueve brotes de COVID-19, el actor había mostrado síntomas, pero  su médico no pudo especificar una causa de muerte.

## Filmografía
- Les 100 tours de Centour (1971)
- L'Âge de la machine (1977)
- Pop Citrouille (1979-1983)
- Frédéric (1980)
- Chiens chauds (1980)
- The Plouffe Family (1981)
- Les Brillant (1981-1982)
- La Plante (1983)
- Le Parc des braves (1984-1988)
- Le Chemin de Damas (1988)
- Robin et Stella (1989)
- Pas de répit pour Mélanie (1990)
- Cormoran (1990)
- Avec un grand A (1991)
- Montréal P.Q. (1992)
- Là tu parles! (1993-1995)
- La Petite Vie (1995)
- Lapoisse et Jobard (1997)
- The Revenge of the Woman in Black (1997)
- Les Mille Merveilles de l'univers (1997)
- The Widow of Saint-Pierre (2000)
- Father and Sons (2003)
- Juniper Tree (2003)
- Premier juilllet, le film (2004)
- The Cop, the Criminal and the Clown (2004)
- Idole instantanée (2005)
- Les Invincibles (2005)
- Ramdam (2006-2008) (final TV role)